# Denise Woollard
 (mai 2015).
Si vous disposez d'ouvrages ou d'articles de référence ou si vous connaissez des sites web de qualité traitant du thème abordé ici, merci de compléter l'article en donnant les références utiles à sa vérifiabilité et en les liant à la section « Notes et références ».
Denise Woollard (née en 1946 ou 1947) est une femme politique canadienne, elle est élue à l'Assemblée législative de l'Alberta lors de l'élection provinciale de 2015. Elle représente la circonscription d'Edmonton-Mill Creek en tant qu'une membre du Nouveau Parti démocratique de l'Alberta. 